# شبینکاراهیسار
شبینکاراهیسار (به ترکی استانبولی: Şebinkarahisar District) یک منطقهٔ مسکونی در ترکیه است که در استان گره‌سون واقع شده‌است.